# Bulbophyllum nigritianum
Bulbophyllum nigritianum là một loài phong lan thuộc chi Bulbophyllum.